# Asalouyeh Airport
De luchthaven Asalouyeh Airport bij de stad Asalouyeh in de provincie Bushehr in Iran is gesloten. De nieuwe luchthaven Persian Gulf International Airport vervangt de oorspronkelijke luchthaven per juli 2006. De nieuwe luchthaven heeft de IATA-code "YEH" van Asalouyeh Airport gekregen.
Asalouyeh is een Iraanse havenstad aan de kust van de Perzische Golf. De stad is het bekendst van het enorme industriële complex van het PSEEZ (Pars Special Energy Economic Zone) project. Hier bevinden zich de faciliteiten voor gaswinning van South Pars, het grootste gasveld in de wereld.
Het luchthaventerrein is vrijgegeven voor uitbreding van het PSEEZ industriecomplex.
Abadan · Ahvaz · Ardabil · Bam · Bandar Abbas · Bandar Lengeh · Birjand · Bojnord · Bushehr · Dasht-e Naz · Dayrestan · Dezful · Doshan Tappeh · Fasa · Gorgan · Hamadan · Hamadan AB · Ilam · Isfahan · Jiroft · Kerman · Khorramabad · Khoy · Kish · Konarak · Lamerd · Larestan · Lavan · Mahshahr · Mashhad · Noshahr · Parsabad · Payam · Persian Gulf · Rafsanjan · Ramsar · Rasht · Sabzevar · Sahand · Sanandaj · Kermanshah · Yazd · Shahrekord · Shiraz · Tabas · Tabriz · Teheran-Imam Khomeini · Teheran-Mehrabad · Urmia · Yasuj · Zabol · Zahedan